# Hamilton, Joe Frank & Reynolds
Hamilton, Joe Frank & Reynolds was een Amerikaans softrock-trio uit Los Angeles.

## Bezetting
- Dan Hamilton[2] (gitaar, leadzang) (overleden)
- Joe Frank Carollo[3] (basgitaar, zang)
- Tommy Reynolds[4] (multi-instrumentalist, zang, tot 1972)
- Alan Dennison[5] (keyboards, vanaf 1972)

## Geschiedenis
Hamilton, Joe Frank & Reynolds kwamen samen door toedoen van de muzikant/acteur Judd Hamilton, die werd gevraagd door Liberty Records-producent Joe Saraceno om een liveversie van de studioband The T-Bones te formeren. In november 1965 ging Judd Hamilton akkoord en vroeg hij zijn broer Dan Hamilton om zich bij hem aan te sluiten als leadgitarist. Beiden hadden al samengewerkt bij The Ventures, die toentertijd werden geproduceerd door Saraceno. Vanaf het moment dat de Hamilton-broers officieel The T-Bones werden, stelden ze hun nieuwe band samen met drie verdere muzikanten uit Los Angeles, George Dee alias Arnold Rosenthal (basgitaar), Richard Torres (keyboards/saxofoon) en Gene Pello (drums).
Ze gingen op weg in januari 1966 om hun eerste single No Matter What Shape (Your Stomach's In) te promoten, een instrumentaal nummer, dat gebaseerd was op een toen populaire Alka Seltzer tv-reclamespot. Dee en Torres besloten spoedig om de band te verlaten en werden vervangen door Tommy Reynolds en Joe Frank Carollo. No Matter What Shape (Your Stomach's In) bereikte in 1969 de 3e plaats in de Billboard Hot 100. Deze herziene versie van The T-Bones toerde door de Verenigde Staten en Japan. Hun derde en laatste album was commercieel niet erg succesvol en de band werd eind 1967 ontbonden.
In 1970 tekende de nieuwe formatie Hamilton, Joe Frank & Reynolds een contract bij Dunhill Records. Het daaropvolgende jaar bereikte Don't Pull Your Love, gearrangeerd door Ben Benay, de toppositie van de Cashbox Top 100 en bereikte de 4e plaats in de Billboard Hot 100. Er werden meer dan een miljoen exemplaren verkocht, waarvoor ze een Gouden Plaat kregen van de RIAA in augustus 1971. De singles Annabella en Daisy Mae plaatsten zich in de hitlijst, maar twee albums en diverse andere singles flopten.
Tommy Reynolds verliet de band eind 1972, terwijl Hamilton en Carollo verder gingen met opnemen met verschillende sessiemuzikanten als Larry Knechtel (keyboards) en Joe Correro (drums), maar hun contract bij Dunhill Records werd beëindigd. Met toevoeging van Alan Dennison en Rick Shull, gingen Hamilton, Joe Frank & Reynolds verder met plaatselijke optredens.
In het laatstgenoemde gedeelte van 1974 verzekerden ze zich van een andere deal met Playboy Records onder voorwaarde dat ze de naam Hamilton, Joe Frank & Reynolds mochten behouden, zelfs nu terwijl Reynolds de band had verlaten. Binnen een paar maanden brachten ze Fallin' in Love uit, die de toppositie van de Billboard Hot 100 bereikte. Daarvoor kregen ze hun tweede gouden plaat. Het was hun enige song in de Britse singlehitlijst, waar het in licentie werd gegeven aan Pye Records en de 33e plaats bereikte in de herfst van 1975.
Ze vervolgden hun succes met Winners & Losers (#21, 1976), maar de volgende publicaties Don't Fight The Hands (That Need You) en Everyday Without You flopten beiden voor de top 40. Voor hun tweede album bij Playboy Records wijzigden ze hun naam in Hamilton, Joe Frank & Dennison, maar in 1980 werd de band definitief ontbonden. Hamilton ging verder met het schrijven en uitbrengen van songs en hij schreef en nam een aantal filmthema's op.
Tijdens een aflevering van Mystery Science Theater 3000, discussieerden de personages schertsend hoe moeilijk het is voor de modale persoon om precies te bepalen, hoeveel mensen er bij de band waren.
Don't Pull Your Love werd uitgebracht in het begin van de The West Wing-aflevering In The Shadow of 2 Gunmen Part II. De song werd ook gehoord in de film When Harry Met Sally.... Fallin' in Love werd uitgelicht in de film The Hitcher uit 2007 en werd ook uitgelicht in de door DC geanimeerde film Batman and Harley Quinn uit 2017.

## Overlijden
In de winter van 1993 kreeg Dan Hamilton een ernstige en raadselachtige ziekte. Gezien de diagnose leed hij aan het syndroom van Cushing. Hij overleed op 23 december 1994 op 48-jarige leeftijd in Los Angeles.

## Discografie

### Singles
- 1971: Don't Pull Your Love
- 1971: Annabella
- 1971: Daisy Mae
- 1972: One Good Woman
- 1975: Fallin' in Love
- 1975: Winners and Losers
- 1976: Everyday Without You
- 1976: Light Up the World with Sunshine
- 1976: Don't Fight the Hands (That Need You)

### Albums
- 1971: Hamilton, Joe Frank & Reynolds
- 1972: Hallway Symphony
- 1975: Fallin' in Love
- 1976: Love & Conversation

### Compilaties
- 1995: Greatest Hits
- 2005: The Playboy Years